# Yogev Dagan
Yogev Dagan (hebreiska: יוגב דגן), född 19 augusti 2007, är en israelisk konstsimmare.

## Karriär
Vid junior-EM 2022 i Alicante tog Dagan brons i det fria programmet för mixade par tillsammans med Catherine Kunin. Vid junior-EM 2023 i Funchal var han en del av Israels lag som tog guld i fri kombination.
Vid konstsim-EM 2025 i Funchal var Dagan en del av Israels lag som tog brons i det fria lagprogrammet.